# NGC 3729
NGC 3729 (другие обозначения — UGC 6547, IRAS11310+5324, MCG 9-19-117, KUG 1131+534, ZWG 268.51, KCPG 290B, PGC 35711) — галактика в созвездии Большая Медведица.
Этот объект входит в число перечисленных в оригинальной редакции «Нового общего каталога».
Галактика NGC 3729 входит в состав группы галактик NGC 3631. Помимо NGC 3729 в группу также входят ещё 9 галактик.
Является компаньоном галактики NGC 2718. В этой паре есть слабые признаки наличия вытянутого спирального рукава или приливного хвоста.